# Mesoleuca nigromarginata
Mesoleuca nigromarginata är en fjärilsart som beskrevs av Heydemann 1936. Mesoleuca nigromarginata ingår i släktet Mesoleuca och familjen mätare. Inga underarter finns listade i Catalogue of Life.